# سانشو الأول ملك نافارا

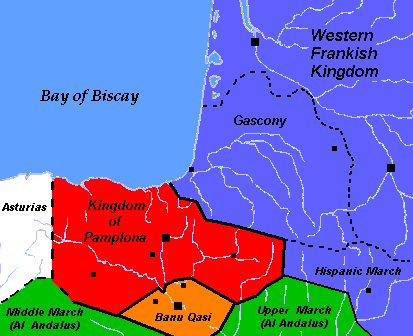
مملكة نافار عند موت سانشو الأول

سانشو الأول غارسيا (860 تقريبًا - 11 ديسمبر 925) ملك بامبلونا من عام 905م حتى عام 925، وهو ابن غارسيا خيمينيز ملك نافارا.
في عام 905م، تحالف لب بن محمد من بنو قسي والملك ألفونسو الثالث ملك أستورياس وغاليندو أثنار الثاني كونت أراغون وريموند الأول كونت بليارش ضد فرتون غارسيز ملك نافارا وخلعوه عن عرشه وعينوا مكانه سانشو الأول.